# Lijst van vertalingen van namen in werk van Tolkien
Hieronder zijn plaats- en persoonsnamen opgesomd die voorkomen in de boeken van J.R.R. Tolkien over Midden-aarde, in het bijzonder de boeken De Hobbit en In de ban van de ring, in het Engels en in hun respectievelijk Nederlandse, Duitse, Franse en Spaanse vertaling. Alleen namen die verschillen tussen Nederlands en een andere taal zijn opgenomen.
| Engels                      | Nederlands                        | Duits                                                 | Frans                            | Spaans                               |                  |
| --------------------------- | --------------------------------- | ----------------------------------------------------- | -------------------------------- | ------------------------------------ | ---------------- |
| Age                         | Era                               | Zeitalter                                             | Âge                              |                                      |                  |
| Arkenstone                  | Arkensteen                        | Arkenstein                                            | Arkenstone                       | La Piedra de Arca                    |                  |
| Bag End                     | Balingshoek                       | Beutelsend                                            | Cul-de-Sac                       | Bolsón Cerrado                       |                  |
| Baggins                     | Balings                           | Beutlin                                               | Sacquet                          | Bolsón                               |                  |
| Barliman Butterbur          | Gersteman Boterbloem of Boterbast | Gerstenmann Butterblume                               | Prosper Poiredebeurré            | Cebadilla Mantecona                  |                  |
| Battle of Five Armies       | Slag van Vijf Legers              | Schlacht der fünf Armeen                              | Bataille des Cinq Armées         | Batalla de los Cinco Ejércitos       |                  |
| Battle of Greenfields       | Slag van Groeneveld               | Schlacht von Grünfeld                                 | Bataille des Champs Verts        | Batalla de los Campos Verdes         |                  |
| Battle of Unnumbered Tears  | Slag van Ongetelde Tranen         | Schlacht der ungezählten Tränen                       | Bataille des Larmes Innombrables | Batalla de las Lágrimas Innumerables |                  |
| Bill Ferny                  | Willem Varentje                   | Lutz Farning (Carroux) Lutz Farnrich (Krege)          |                                  |                                      |                  |
| Bill the Pony               | Willem de pony                    | Lutz das Pony                                         |                                  |                                      |                  |
| Bindbale Wood               | Pakkebaal Bos                     | Schiefertonwald                                       |                                  |                                      |                  |
| Brandy Hall                 | Brandeburcht                      | Brandyschloss                                         |                                  |                                      |                  |
| Brandywine                  | Brandewijn                        | Brandywein                                            | Brandevin                        | Brandivino                           |                  |
| Bree                        | Breeg                             | Bree                                                  | Bree                             | Bree                                 |                  |
| Bridgefields                | Brugkamp                          | Brückenfelde/Brückengau (Carroux) Brückenauen (Krege) |                                  |                                      |                  |
| Brockenborings              | Brockenschacht                    | Dachsbauten                                           |                                  |                                      |                  |
| Buckland                    | Bokland                           | Bockland                                              |                                  | Los Gamos                            |                  |
| Bucklebury                  | Bokkelburg                        | Bockenburg                                            |                                  |                                      |                  |
| Bullroarer                  | Bullebas                          | Bullenrassler                                         |                                  |                                      |                  |
| Chubb                       | Meun                              | Pausbacken                                            |                                  |                                      |                  |
| cold-drake                  | koude draak                       | Kaltdrache                                            |                                  | Dragón de Frío                       |                  |
| Crickhollow                 | Krikhol                           | Krickloch                                             |                                  | Cricava                              |                  |
| Dale                        | Dal                               | Dal                                                   |                                  | Valle                                |                  |
| Dragon-helm of Dor-lómin    | Drakenhelm van Dor-lómin          | Drachenhelm von Dor-lómin                             |                                  |                                      |                  |
| Drúadan Forest              | Drúadanwoud                       | Drúadan-Wald                                          | Forêt de Druadan                 |                                      |                  |
| Dunharrow                   | Dunharg                           | Dunharg                                               |                                  | El Sagrario                          |                  |
| Dunland                     | Donkerland                        | Dunland                                               | Pays de Dun                      | Dunlendinos                          |                  |
| Dwaling                     | Dullingen                         | Nachtschatten                                         |                                  |                                      |                  |
| Eagle                       | Adelaar                           | Adler                                                 |                                  |                                      |                  |
| Entmoot                     | Entmoet                           | Entthing                                              | Cercle des Ents                  |                                      |                  |
| Entwash                     | Entwas                            | Entwasser                                             | Entalluve                        | Entaguas                             |                  |
| Evenstar                    | Avondster                         | Abendstern                                            |                                  | La Estrella del Atardecer            |                  |
| Evermind                    | Immerdaar                         | Immertreu                                             |                                  |                                      |                  |
| Fallohides                  | Vavels                            | Falbhäute                                             |                                  |                                      |                  |
| Farthing                    | Kwartier                          | Viertel                                               |                                  | Cuaderna                             |                  |
| Fellowship of the Ring      | Reisgenootschap van de Ring       | Die Gefährten                                         |                                  | La Comunidad del Anillo              |                  |
| Frogmorton                  | Puitenlee                         | Froschmoorstetten                                     |                                  |                                      |                  |
| Gamgee                      | Gewissies                         | Gamdschie                                             |                                  | Gamyi                                |                  |
| Gates of Sirion             | Poorten van de Sirion             | Pforten des Sirion                                    |                                  | Las Puertas del Sirion               |                  |
| Girdley Island              | Ringeleiland                      | Gürtelinsel                                           |                                  |                                      |                  |
| Gladden                     | Lis                               | Schwertel                                             |                                  | Gladios                              |                  |
| Goldberry                   | Goudbezie                         | Goldbeere                                             |                                  | Baya de Oro                          |                  |
| Gollum                      | Gollem                            | Gollum                                                | Gollum                           | Gollum                               |                  |
| Greyflood                   | Grijsvloed                        | Grauflut                                              | Flot Gris                        | Aguada Gris                          |                  |
| Greylin                     |                                   | Grauquell                                             |                                  |                                      |                  |
| Grey Mountains              | Grijze Bergen                     | Graue Berge                                           |                                  | Montañas Grises                      |                  |
| Grey Havens                 | Grijze Havens                     | Graue Anfurten                                        | Les Haves Gris                   |                                      |                  |
| Heart of the Mountain       | Hart van de berg                  | Herz des Berges                                       |                                  |                                      |                  |
| Harfoots                    | Bruivels                          | Haarfüsse                                             |                                  |                                      |                  |
| Hoarwell                    | Grauwel                           | Weißquell                                             |                                  |                                      |                  |
| Hobbiton                    | Hobbitstee                        | Hobbingen                                             | Hobbitbourg                      |                                      |                  |
| Hollin                      | Hulst                             | Hulsten                                               |                                  |                                      |                  |
| Kingsfoil                   | Koningsfoelie                     | Königskraut                                           |                                  |                                      |                  |
| The King's Men              | Aanhangers van de Koning          | Des Königs Mannen (Carroux) Gefolge (Krege)           |                                  |                                      |                  |
| Kinslaying                  | Broedermoord                      | Sippenmord                                            |                                  |                                      |                  |
| Lithe                       | Linde                             | Lithe                                                 |                                  |                                      |                  |
| Little Delving              | Lutjedelft                        | Lützelbinge                                           |                                  |                                      |                  |
| Longbottom                  | Langedaal                         | Langgrund                                             |                                  |                                      |                  |
| Long Winter                 | Lange Winter                      | Langer Winter                                         |                                  |                                      |                  |
| Loudwater                   | Luidwater                         | Lautwasser                                            |                                  |                                      |                  |
| Langwell                    |                                   | Langquell                                             |                                  |                                      |                  |
| The Lord of the Rings       | In de Ban van de Ring             | Der Herr der Ringe                                    | Le Seigneur des Anneaux          | El Señor de los Anillos              |                  |
| Maggot                      | Van der Made                      | Maggot                                                |                                  | Maggot                               |                  |
| Marish                      | Moer                              | Bruch                                                 |                                  |                                      |                  |
| Men of the West             | Mensen van het Westen             | Menschen des Westens                                  |                                  | Hombres del Oeste                    |                  |
| Merry (Meriadoc) Brandybuck | Merijn (Meriadoc) Brandebok       | Merry (Meriadoc) Brandybock                           |                                  | Merry (Meriadoc) Brandugamo          |                  |
| Michel Delving              | Grotedelft                        | Michelbinge                                           |                                  |                                      |                  |
| Middle-earth                | Midden-aarde                      | Mittelerde                                            | Terre du Milieu                  | Tierra Media                         |                  |
| Mirkwood                    | Demsterwold of Deemsterwold       | Düsterwald                                            | Forêt Noire                      | Bosque Negro                         |                  |
| Misty Mountains             | Nevelbergen                       | Nebelgebirge                                          | Monts Brumeux                    | Montañas Nubladas                    |                  |
| Mount Doom                  | Doemberg                          | Schicksalsberg                                        | Montagne du Destin               | Monte del Destino                    |                  |
| Mouth of Sauron             | Mond van Sauron                   | Saurons Mund                                          | Bouche de Sauron                 | Boca de Sauron                       |                  |
| Needlehole                  | Naaldhol                          | Nadelhohl                                             |                                  |                                      |                  |
| Nobottle                    | Geenhuijzen                       | Ohnbüttel                                             |                                  |                                      |                  |
| Old Forest                  | Oude Woud                         | Alter Wald                                            | Vieille Forêt                    | El Bosque Viejo                      |                  |
| One Ring                    | Ene Ring                          | Der eine Ring                                         |                                  | El Anillo Único                      |                  |
| Orc                         | Ork                               | Ork                                                   | Orc                              | Orco                                 |                  |
| Overhill                    | Overheuvel                        | Oberbühl                                              |                                  |                                      |                  |
| Pincup                      | Vinkop                            | Felsmulde                                             |                                  |                                      |                  |
| Pipe-weed                   | Pijpkruid                         | Pfeifenkraut                                          |                                  |                                      |                  |
| Pippin (Peregrin) Took      | Pepijn (Peregrijn) Toek           | Pippin (Peregrin) Tuk                                 |                                  | Pippin                               |                  |
| The prancing pony           | Herberg De Steigerende Pony       | Zum tänzelnden Pony                                   | Auberge du Poney Fringant        | El Poney Pisador                     |                  |
| Quarry                      | Grave                             | Steinbruch                                            |                                  |                                      |                  |
| Quickbeam                   | Vlugstraal                        | Flinkbaum                                             |                                  | Ramaviva                             |                  |
| Ranger                      | Doler                             | Waldläufer                                            |                                  |                                      |                  |
| The Return of the King      | De Terugkeer van de Koning        | Die Rückkehr des Königs                               | Le Retour du Roi                 | El Retorno del Rey                   |                  |
| Ringwraith                  | Ringgeest                         | Ringgeist                                             |                                  | Espectro del Anillo                  |                  |
| Rivendell                   | Rivendel                          | Bruchtal                                              | Foncombe                         | Rivendel                             |                  |
| Rose Cotton                 | Roosje Katoen                     | Rosie Hüttinger                                       |                                  | Rosita Cotton                        |                  |
| Rushey                      | Lisse                             | Rohrholm                                              |                                  |                                      |                  |
| Sam(wise) Gamgee            | Sam Gewissies                     | Samweis Gamdschie                                     | Sam(sagace) Gamegie              | Sam(sagaz) Gamyi                     |                  |
| Sarnford                    | Sarnvoorde                        | Sarnfurt                                              |                                  |                                      |                  |
| Scary                       | Klip                              | Schären                                               |                                  | Scary                                |                  |
| Second People               | Tweede Volk                       | Zweitgeborene                                         |                                  |                                      |                  |
| Shadowfax                   | Schaduwvacht                      | Schattenfell                                          |                                  | Sombragrís                           |                  |
| Shire                       | Gouw                              | Auenland                                              | Comté                            | Comarca                              |                  |
| Shirebourn                  | Klaarbeek                         | Auenbronn                                             |                                  | Río de la Comarca                    |                  |
| Silverlode                  | Zilverlei                         | Silberlauf                                            |                                  | Cauce de Plata                       |                  |
| Smials                      | Smielen                           | Smials                                                | Smials                           | Smials                               |                  |
| Standelf                    | Staandelf                         | Steingrube                                            |                                  |                                      |                  |
| Sting                       | Prik                              | Stich                                                 |                                  | Dardo                                |                  |
| Stock                       | Stok                              | Stock                                                 |                                  | Cepeda                               |                  |
| Stoors                      | Stoerders                         | Starren                                               |                                  |                                      |                  |
| Strider                     | Stapper                           | Streicher                                             | Grands-Pas                       | Trancos                              |                  |
| Thain                       | Dinghoofd                         | Thain                                                 |                                  |                                      | El Agua          |
| Thistle Brook               | Distelbeek                        | Distelbach                                            |                                  |                                      |                  |
| Thorin Oakenshield          | Thorin Eikenschild                | Thorin Eichenschild                                   | Thorin II Écu-de-Chêne           | Thórin Escudo de Roble               |                  |
| Took                        | Toek                              | Tuk                                                   | Touque                           | Tuk                                  |                  |
| Tookbank                    | Toekhelling                       | Tukhang                                               |                                  |                                      |                  |
| Treebeard                   | Boombaard                         | Baumbart                                              | Sylvebarbe                       | Bárbol                               |                  |
| Two Lamps                   | Twee Lampen                       | Die zwei Lampen                                       |                                  |                                      |                  |
| The Two Towers              | De Twee Torens                    | Die zwei Türme                                        | Les deux Tours                   | Las dos Torres                       | Las dos Lámparas |
| Two Trees of Valinor        | Twee Bomen van Valinor            | Die zwei Bäume                                        |                                  | Los dos Árboles de Valinor           |                  |
| Undying Lands               | Onsterfelijke Landen              | Die unsterblichen Lande                               |                                  |                                      |                  |
| The Water                   | Het Water                         | Die Wässer                                            |                                  | Las Tierras Imperecederas            |                  |
| Waymoot                     | Wegemoet                          | Wegscheid                                             |                                  |                                      |                  |
| Weather Hills               | Weerheuvels                       | Wetterberge                                           |                                  | Las Colinas del Tiempo               |                  |
| Westernesse                 | Westernisse                       | Westernis                                             |                                  | Oesternese                           |                  |
| White Downs                 | Witte Duinen                      | Weiße Höhen                                           |                                  |                                      |                  |
| Whitfurrows                 | Witvoren                          | Weißfurchen                                           |                                  |                                      |                  |
| Willowbottom                | Wilgedal                          | Weidengrund                                           |                                  |                                      |                  |
| Withywindle                 | Wilgewinde                        | Weidenwinde                                           |                                  |                                      |                  |
| Woodhall                    | Bosrode                           | Waldhof                                               |                                  |                                      |                  |
| Woody End                   | Houtenend                         | Waldende                                              |                                  |                                      |                  |
| Wormtongue                  | Slangtong                         | Schlangenzunge                                        |                                  | Lengua de Serpiente                  |                  |
| Wose                        | Wildeman                          | Wasa                                                  |                                  | Wose                                 |                  |
| Witch-king of Angmar        | Tovenaar-koning van Angmar        | Hexenkönig von Angmar                                 |                                  | El Rey Brujo de Angmar               |                  |
| Yule                        | Joel                              | Jul                                                   |                                  |                                      |                  |
| Yuledays                    |                                   | Jultage                                               |                                  |                                      |                  |